# György Bognár
Pour les articles homonymes, voir Bognár.
György Bognár, né le 5 novembre 1961 à Baja, est un joueur de football hongrois. Il évoluait au poste de milieu de terrain reconverti entraîneur.

## Biographie
Il débute en équipe nationale hongroise en 1985. Il termine sa carrière internationale en 1994 avec 8 buts inscrits en 50 capes. 
Il participe avec la Hongrie à la Coupe du monde 1986, à Mexico. Lors de ce mondial, il dispute 3 matchs : face à l'URSS, face au Canada et enfin face à la France.

## Palmarès de joueur
- Champion de Hongrie en 1987 avec le MTK Budapest
- Champion de Hongrie de D2 en 1982 avec le MTK Budapest
- Finaliste de la Coupe de Hongrie en 1996 avec le Budapesti Vasutas